# دایفاکو
دایفاکو (انگلیسی: Daifuku) شرکت ماشین‌آلات ژاپنی است، که در سال ۱۹۳۷ تأسیس شد.